# Hana Ramadan
Pour les articles homonymes, voir Ramadan (homonymie).
Hana Ramadan, née le 30 septembre 1997 à Alexandrie, est une joueuse professionnelle de squash représentant l’Égypte. Elle atteint le 24e rang mondial en octobre 2022, son meilleur classement.

## Biographie
Elle intègre pour la première fois le top 50 mondial fin 2016.
Elle étudie également la physiothérapie à l'université de Nottingham,.

## Palmarès

### Titres
- Open international de squash de Nantes : 2016

### Finales
- Australian Open : 2018